# John Hutchinson
John Hutchinson, född den 7 april 1884 i Wark on Tyne, död den 2 september 1972 i London, var en brittisk botaniker som var upphovsman till Hutchinsonsystemet. Han blev Fellow of the Royal Society den 20 mars 1947.
John Hutchinson var kurator vid botaniska museet i Royal Botanic Gardens, Kew. Han gjorde resor till Sydafrika och Rhodesia, skildrade i A botanist in Southern Afrika (1946), och till Kamerun. Hutchinson utgav The families of flowering plants (2 band, 1926–1934) med ett uppmärksammat nytt system över blomväxterna och Flora of West tropical Africa (2 band, 1927–1936, tillsammans med John McEwan Dalziel).

## Utmärkelser
- 1958 – Darwin-Wallace Medal[5]
- 1965 – Linnean Medal

Auktorsnamnet Hutch. kan användas för John Hutchinson i samband med ett vetenskapligt namn inom botaniken; se Wikipediaartiklar som länkar till auktorsnamnet.